# Calling All Cars!
Calling All Cars! är ett nedladdningsbart racingspel till Playstation 3. Spelet släpptes i maj 2007 på Playstation Store. Spelaren tar rollen som en prisjägare och målet med spelet är att fånga in olika skurkar samtidigt som man slåss mot tre andra prisjägare som också vill ta fångarna. Poäng delas ut till de prisjägare som lyckas fånga brottslingar, och den prisjägare som får flest poäng vinner. Spelet innehåller även multiplayer online och split screen.  
Den 14 januari 2010 lades Calling All Cars!:s online-servrar ner.

## Översättning
- Denna artikel är helt eller delvis översatt från engelska Wikipedia